# Esmeraldo Tarquínio
Esmeraldo Soares Tarquínio de Campos Filho, mais conhecido como Esmeraldo Tarquínio (São Vicente, 12 de abril de 1927 — Santos,  10 de novembro de 1982) foi um político brasileiro, tendo sido vereador em Santos e deputado estadual. Foi também despachante aduaneiro, advogado e jornalista.
Integrante do antigo MDB, foi eleito prefeito de Santos em 1968, com 45.210 votos (39,8% dos votos válidos), mas não assumiu o cargo porque o regime militar cassou seu mandato pouco mais de um mês antes da posse, se ele tivesse assumido o cargo, teria sido o primeiro prefeito negro da cidade, apesar da sua cassação é considerado oficialmente prefeito de Santos devido a uma lei municipal de 2017. Em 1982, perto de uma provável eleição para deputado estadual, foi vitimado por um acidente vascular cerebral, e morreu a cinco dias do pleito.